# ماريا بورجيس
ماريا بورجيس (ولدت في 28 أكتوبر 1992) عارضة أزياء أنغولية، ولدت في مقاطعة لواندا في 28 أكتوبر 1992، وتحديداً في المنطقة الحضرية من إنغومبوتا، بدأت حياتها المهنية بعد مشاركتها في مسابقة ايليت موديل لوك في عام 2010. وحصولها على عقد وكالة "ستيب موديلز"، برئاسة كارينا باربوسا.

## روابط خارجية
- الموقع الرسمي  نسخة محفوظة 17 نوفمبر 2015 على موقع واي باك مشين.
- ماريا بورجيس على موقع IMDb (الإنجليزية)
- ماريا بورجيس على موقع قاعدة بيانات الفيلم (الإنجليزية)
- ماريا بورجيس على موقع دليل عارضات الأزياء (الإنجليزية)
- ماريا بورجيس في موديلز.كوم